# Val-de-Meuse
Val-de-Meuse – miejscowość i gmina we Francji, w regionie Grand Est, w departamencie Górna Marna.
Według danych na rok 1990 gminę zamieszkiwało 2167 osób, a gęstość zaludnienia wynosiła 23 os./km².

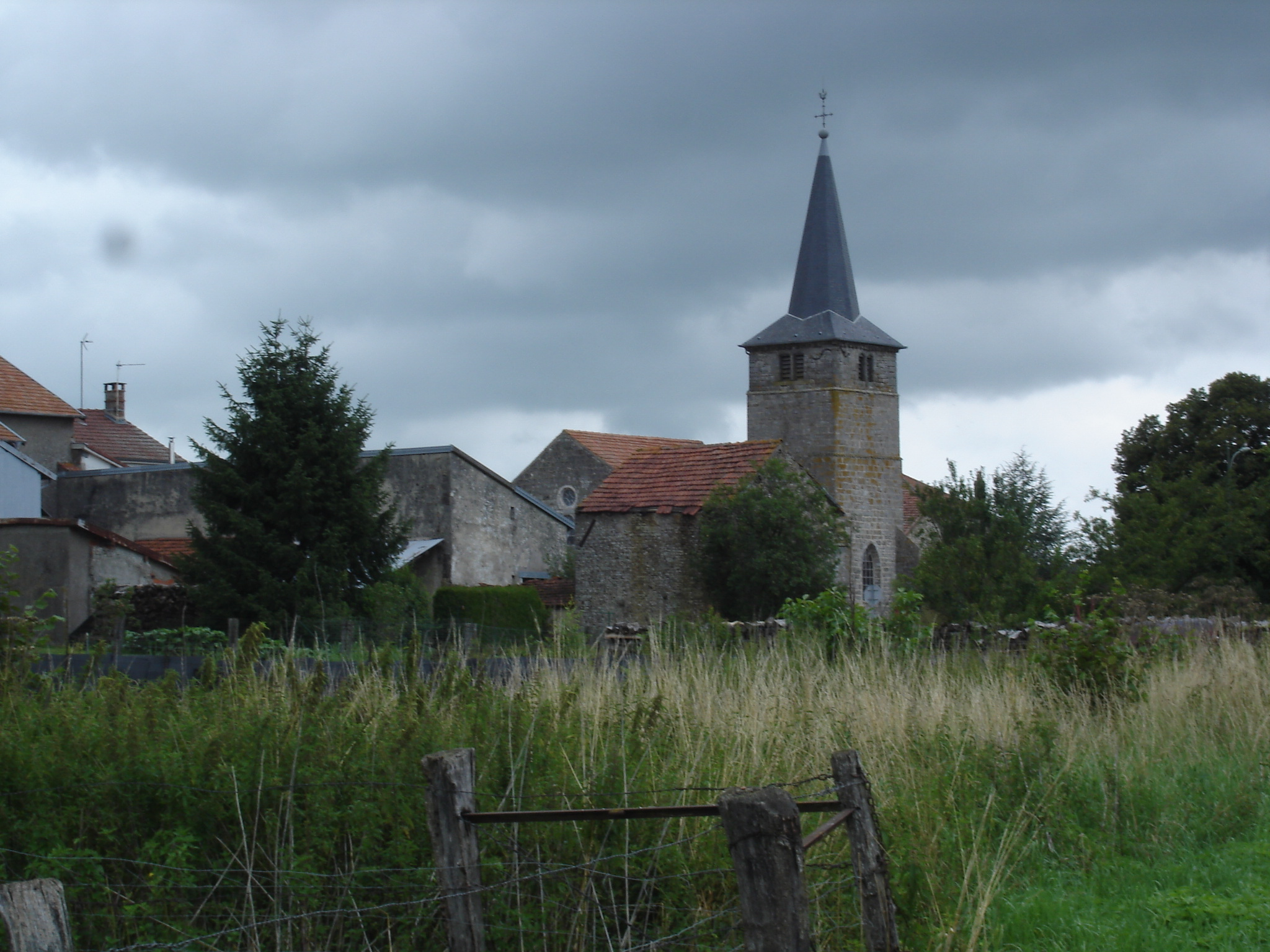
Kościół w Lénizeul, gmina Val-de-Meuse (2011)

## Współpraca
Miejscowość partnerska:
- Lierneux, Belgia